# Coloburiscidae
Coloburiscidae  (лат.) — семейство подёнок, состоящее из трёх родов и восьми видов.

## Описание
Как и семейства Ephemerellidae и Prosopistomatidae, Coloburiscidae имеет аналогичное? → (amphinotic) распространение.
Нимфы всех трёх родов этого семейства сравнительно большие. Их ротовая полость устроена так, чтобы можно было отфильтровывать пищу из воды.
Coloburiscoides вооружён колючими брюшными жабрами. Он имеет ограниченное распространение, а именно в горных местностях на юго-востоке австралийского материка, где он живёт в изобилии в нагорных потоках среди камней. История жизни видов этого рода была описана Кампбеллем в 1986 году (Campbell, 1986) от яйца до половозрелости у Coloburiscoides haleuticus протекает 6 месяцев и 3 года у Coloburiscoides giganteus. Сутер в 2009 году представил очень хорошие иллюстрации видов.

## Систематика
- Coloburiscoides Lestage, 1935 — Австралия
  - Coloburiscoides giganteus Tillyard, 1933[2]
  - Coloburiscoides haleuticus Eaton, 1871[2]
  - Coloburiscoides munionga Tillyard, 1933[2]
- Coloburiscus — Новая Зеландия
  - Coloburiscus humeralis Walker, 1853[3]
  - Coloburiscus remota Walker, 1853[3]
  - Coloburiscus tonnoiri Lestage, 1935[3]
- Murphyella — Южная Америка
  - Murphyella molinai Navás, 1930[4]
  - Murphyella needhami Lestage, 1930[4]

## Заметки
1. ↑  (Riek 1970; Peters & Campbell 1991)
2. 1 2 3  PHYLOGENY OF EPHEMEROPTERA (BY N.J.KLUGE) Coloburiscoides (недоступная ссылка)
3. 1 2 3  PHYLOGENY OF EPHEMEROPTERA (BY N.J.KLUGE) Coloburiscus (недоступная ссылка)
4. 1 2  PHYLOGENY OF EPHEMEROPTERA (BY N.J.KLUGE) Murphyella (недоступная ссылка)